# Roman de Rou
Roman de Rou es una crónica versificada escrita «Pour remembrar des ancessours Las faiz et las diz et las mours» en anglonormando por Robert Wace, que abarca la historia del Ducado de Normandía desde la época de Hrolf Ganger hasta la batalla de Tinchebray, en 1106.
Según el autor fue una obra encomendada por el rey Enrique II de Inglaterra. Una buena parte del texto está dedicado a Guillermo el Conquistador y a la Conquista normanda de Inglaterra. Wace fundamentó su relato en la tradición oral, es decir, no sólo en información proveniente de documentos sino también del testimonio indirecto, porque la batalla de Hastings ocurrió en 1066 y ya no había supervivientes.
Como curiosidad, cabe decir que el Román de Rou habla de la visión en el cielo del cometa Halley, que también aparece en el Tapiz de Bayeux. La poca popularidad de esta obra evidencia una falta de interés por la historia del Ducado de Normandía hasta su incorporación dentro del reino de Francia en 1204.

## Génesis y contenido

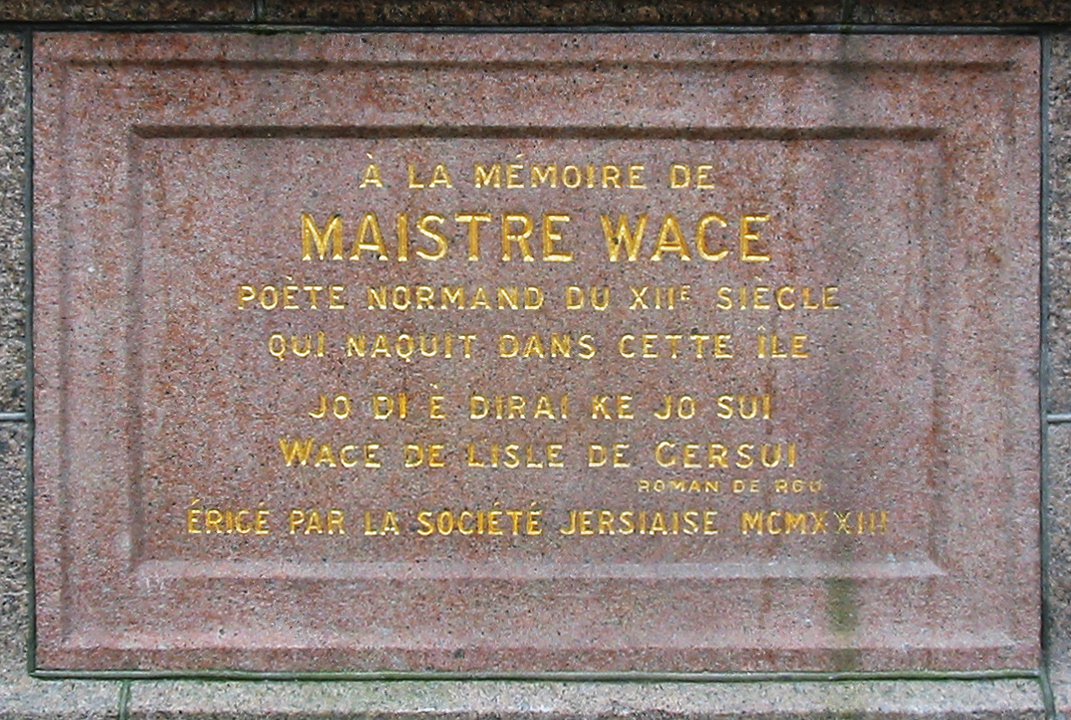
Tal como se cita en este monumento en Saint Helier, Wace informa al lector del Roman de Rou que nació en Jersey.

- La geste voil de Rou et dez Normanz conter  (v. 43)

El Roman de Rou es la epopeya nacional de Normandía, que cuenta su historia y la de los vikingos de Rou o Roll, es decir Rollon . Wace no sólo informa de los hechos históricos. Añade comentarios sobre la vida y el carácter de sus personajes, anécdotas en las que el antagonismo entre normandos y franceses es un tema recurrente. Tras el éxito de su Roman de Brut, contando la historia de los ingleses, aparentemente Wace recibió el encargo de Enrique II Plantagenet de escribir una relación similar sobre los orígenes de los normandos y la conquista de Inglaterra.
Wace dejó la narración antes del final, informando al lector en las últimas líneas de la tercera parte de que el rey había dado la misma tarea a un tal «Maistre Beneeit», posiblemente Benoît de Sainte-Maure. El trabajo se inició el 1160 y parece que Wace realizó sus últimas revisiones a mediados de los años setenta.

### Contenido
El Roman de Rou consta de cuatro partes:
- La primera es una crónica invertida cronológicamente de 315 versos alejandrinos, donde se repasa la historia de los duques normandos desde Enrique II de Inglaterra hasta Hrolf Ganger.
- La segunda está compuesta por 4425 versos alejandrinos y describe la fundación del ducado por Rollón y su biografía hasta el 965.
- La tercera parte es la más importante, está compuesta de 11.440 versos octosílabos y narra la historia del ducado desde del 965 hasta la batalla de Tinchebray en 1106.
- Los historiadores piensan que la última parte, que aparece en algunas ediciones y consta de 750 versos octosílabos conocidos como Le Romaunz de Rou et des dus de Normendie, no es más que un borrador precoz a medio terminar, abandonado antes de ser reintegrado a la versión final. Algunos historiadores piensan que el poema no está terminado porque el rey dejó de subvencionar a Wace quizá por no estar de acuerdo con su versión de los hechos.[3]

## Idioma
La lengua en el que está escrito es el idioma anglonormando, una antigua lengua hablada durante la edad media en Inglaterra, especialmente en la corte y entre los nobles. Se considera un dialecto del normando, una lengua románica que se habla en Normandía, en el norte de Francia. También se considera un precedente del jerseyés. Wace, al utilizar este idioma, fue innovador, ya que en su día el latín era la lengua mayoritariamente elegida para cualquier escrito.

## Ediciones
- Le Roman de Rou de Wace, Éd. A. J. Holden, Paris, A. & J. Picard, 1970
- Guillaume le Duc, Guillaume le roi, extraits du Roman de Rou de Wace, Éd. René Lepelley, Presses universitaires de Caen, 1995, ISBN 2905461233